# طيات لسانية لسان-مزمارية
إن السطح الأمامي أو السطح اللساني للسان المزمار يكون منحني إلى الأمام، ومغطى على الجزء العلوي والجزء الحر من الغشاء المخاطي الذي ينعكس على جانبي وجذر اللسان، مما يشكل وسيطًا وغطاءين جانبيين ؛ وترتبط الطيات الجانبية جزئيا بجدار البلعوم.

## صور اضافية

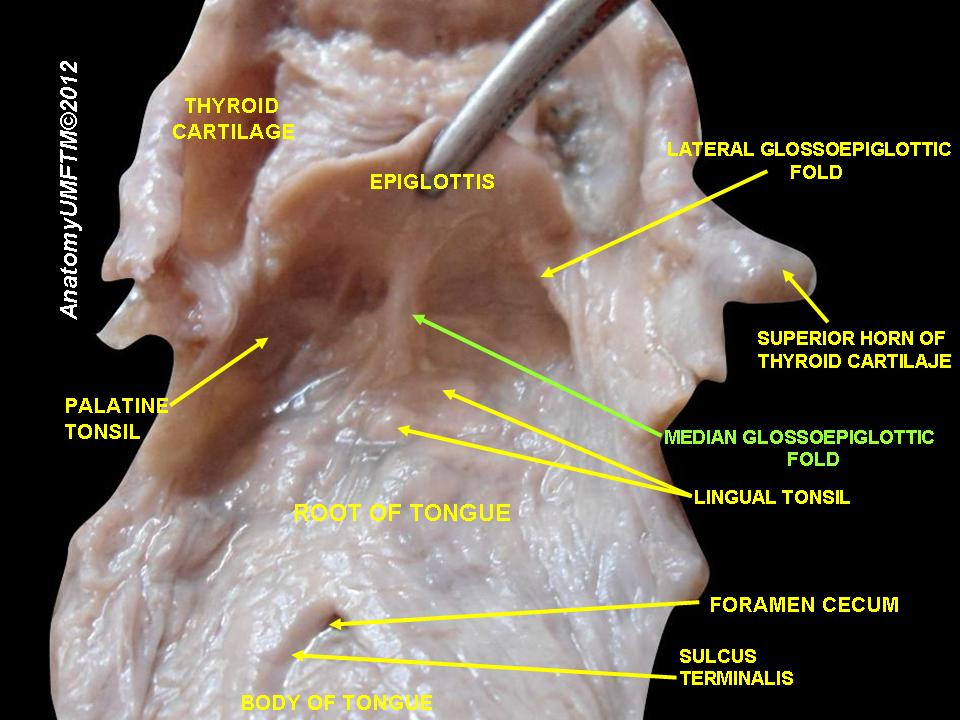
Median Glossoepiglottic fold
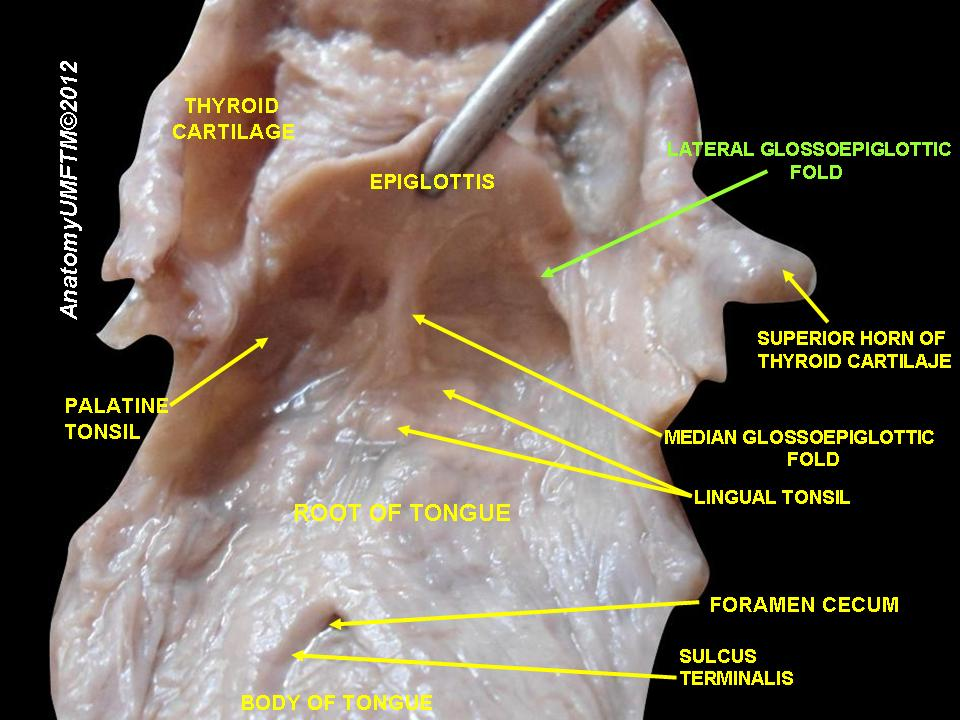
Lateral Glossoepiglottic fold
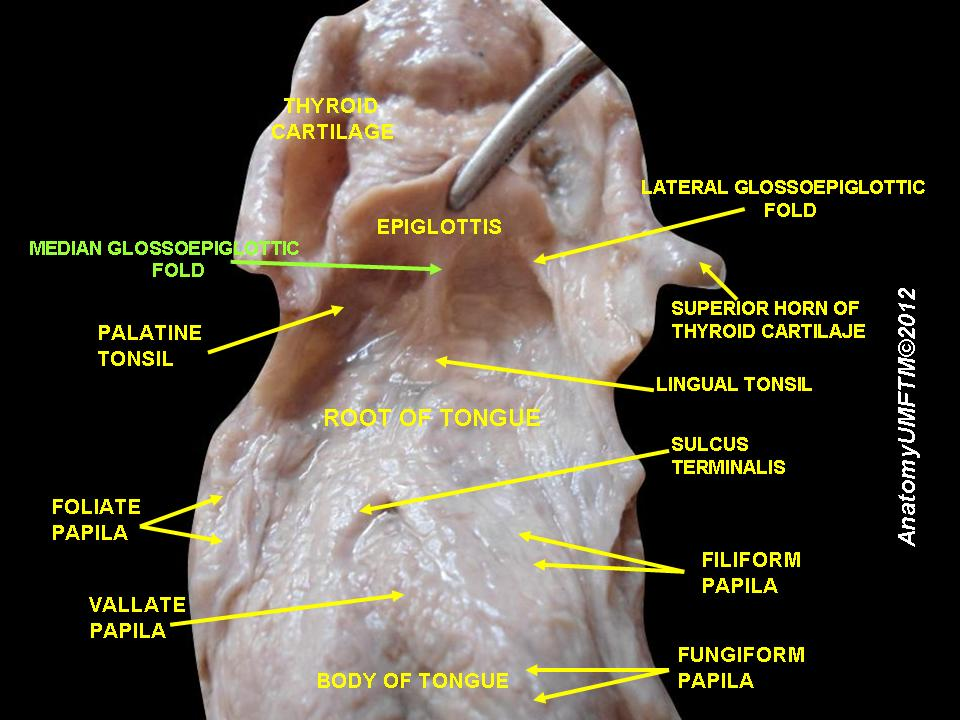
Median Glossoepiglottic fold
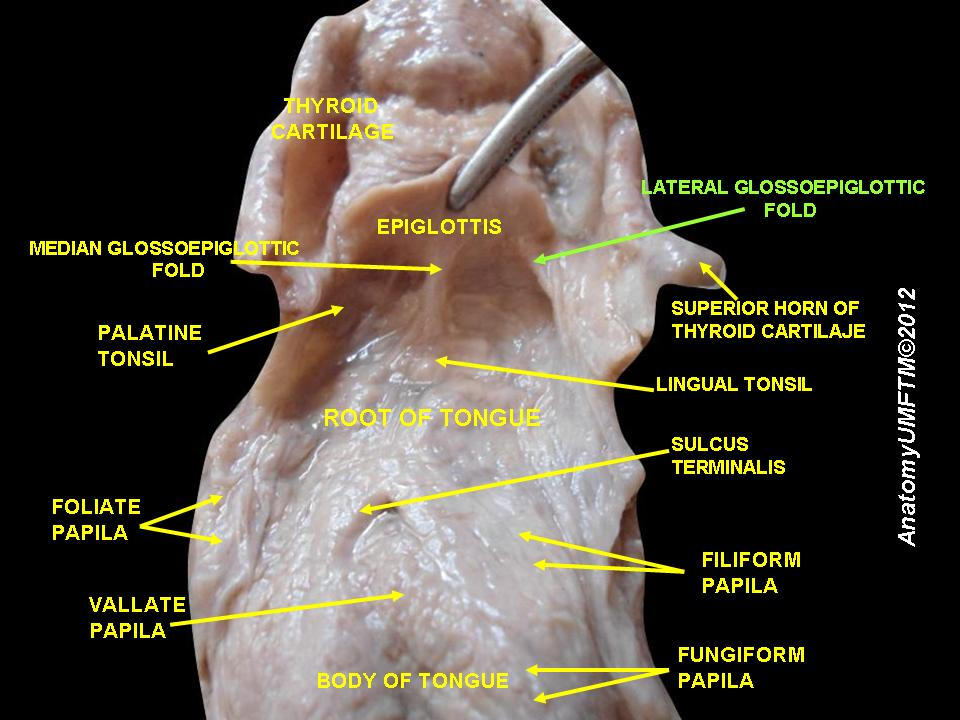
Lateral Glossoepiglottic fold
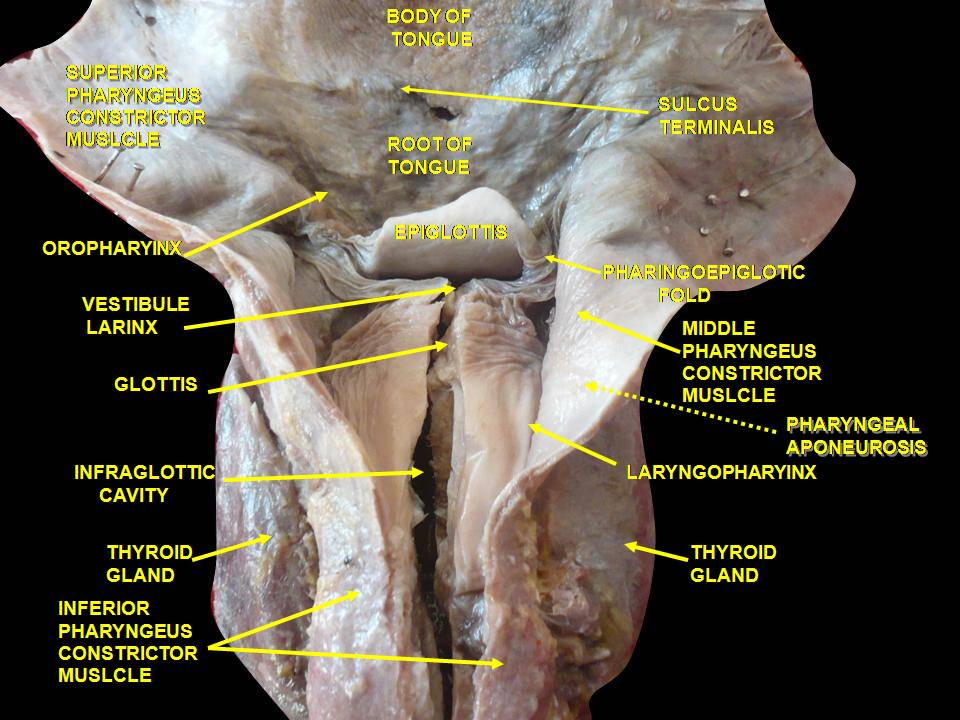
Deep dissection of larynx, pharynx and tongue seen from behind
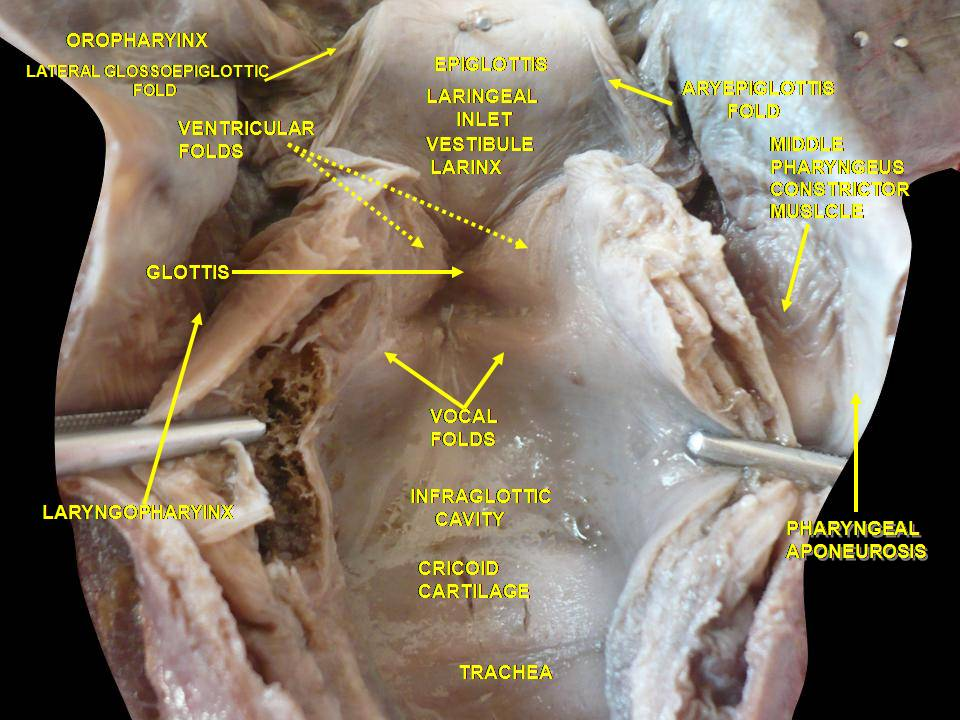
Deep dissection of larynx, pharynx and tongue seen from behind